# Чтиво (електронна бібліотека)
Чтиво, або Chtyvo — онлайн-бібліотека україномовної літератури. У бібліотеці також розміщені роботи іноземними мовами з української тематики.

## Фонди
Тепер є однією з найбільших українських е-бібліотек. Містить твори з різних жанрів художньої літератури, а також публіцистичні, навчальні та наукові книги, статті, нариси тощо. На 21 квітня 2025 року в книгарні розміщалося:
- Авторів: 28807
- Творів: 85557
- Загальний обсяг інформації доступної для завантаження: 312,35 ГБ

Тексти творів представлені у різних, у тому числі заархівованих, форматах (*.txt, *.html, *.doc, *.epub, *.rtf, *.fb2, *.pdf, *.djvu) у кодуваннях Windows-1251 або UTF-8.

## Мета та пріоритети діяльності
Відповідно до інформації розміщеної на саті Е-бібліотека «Чтиво», метою діяльності даної е-бібліотеки є поширення і популяризація україномовних творів серед читачів.
Серед пріоритетних завдань, що виконує книгозбірня «Чтиво», зазначають такі:
- Надання читачам якісних електронних книг в повному обсязі (не уривки і не скорочені варіанти) і в якомога більшій кількості.
- Забезпечення школярів та студентів україномовним літматеріалом, який вони вивчають за програмами навчальних закладів.
- Збереження і поширення української думки в слові, а відтак і збереження національної пам'яті.
- Забезпечення зручного користування і доступу до вмісту е-бібліотеки усіма можливими способами.

## Історія розвитку
У своїх витоках дана е-бібліотека була підбіркою текстів у форматі *.txt, які накопичувались у приватній колекції та форматувались для зручного читання на мобільному телефоні. Надалі засновники сайту вирішили поділитися власними надбаннями з громадськістю.
Результатом такого бажання було створення у 2005 році першої версії цього сайту. Перший пробний запуск відбувся 10 серпня 2005 року. Сайт мав простий формат HTML-сторінок, тексти зберігались виключно у форматі *.txt, як файли на сервері.
У жовтні 2005 року почалось обговорення переведення бібліотеки на динамічний двигун, складання техзавдання.
Паралельно з розробкою нової версії бібліотеки велось поповнення текстами старої. На момент останнього оновлення (05.02.2007) стара версія бібліотеки налічувала 474 прозові твори 119-х українських авторів.
Після тривалої розробки, наповнення та тестування, 22 січня 2008 року, до Дня Соборності України, офіційно відкрито оновлену версію «Чтива», що працює на основі динамічного двигуна з новими, набагато ширшими можливостями. Формат файлів, які зберігаються у бібліотеці, практично нічим не обмежується. Е-бібліотека «вийшла на інтернет-орбіту» о 19:00 (за київським часом) і налічувала 1070 творів 378-ми українських та іноземних авторів.
21 травня 2009 року відбувся публічний запуск бібліотеки на двигуні версії 2.0, який містить багато нововведень, зокрема, систему реєстрації та багато корисних функцій, що безпосередньо пов'язані з обліковими записами користувачів.
19 липня 2023 року було змінено підхід до питань авторського права, а саме:
- комерційні книги після 2014 року видання не будуть викладатися у бібліотеці, крім випадків їх додавання авторами, перекладачами, укладачами тощо або якщо вони офіційно публічно доступні;
- усі видання, права на які належать видавництвам (на твір, переклад, макет тощо) і були видані або плануються до видання, за зверненнями таких видавництв будуть вилучатися з Чтива без додаткових умов;
- як і раніше, на запити авторів, перекладачів, ілюстраторів тощо будуть вилучатися їхні твори;
- при виявленні комерційних видань після 2018 року, вони будуть вилучатися.— Зміни в підході «Чтива» до питань авторського права

## Дизайн та розділи сайту
Оглядачі вказують на занадто простий дизайн сайту.
Інтернет-сайт Е-бібліотека «Чтиво», крім основного розділу літератури, містить розділи авторів, новин, відгуків, літературного форуму, довідки та посилань на інші електронні бібліотеки. В навігації присутній пошук творів/авторів, які включені до шкільної програми.

## Назва
Для обґрунтування назви сайту власники наводять наявність слова «чтиво» у Великому тлумачному словнику сучасної української мови, що десь на 75 % базується на матеріалах радянського одинадцятитомного «Словника української мови». Слово «читво» присутнє у «Російсько-українському словнику складної лексики» мовознавця, знавця лінгвоциду Святослава Караванського.

## Цікаві факти
- На сайті Чтиво часто переопубліковуються твори з інших тематичних е-бібліотек, зокрема таких як Diasporiana, Читанка[8] та інших.[9]
- У 2020 році на сайті Чтиво було опубліковано у вільному доступі брендовані заставки для е-читалок PocketBook 628, оптимізовані для E Ink дисплеїв.[10]